# أرشيبالد كامبل جوردن
أرشيبالد كامبل جوردن (بالإنجليزية: Archibald Campbell Jordan)‏ (30 أكتوبر 1906 - 20 أكتوبر 1968، ماديسون في الولايات المتحدة)؛ روائي جنوب أفريقي.